# 古川卓巳
古川 卓巳（ふるかわ たくみ、1917年3月27日 - 2018年10月4日）は、日本の映画監督。本名：岩崎卓己。香港では戴高美（タイ・カオメイ）名義で活動した。

## 経歴
1941年に日活に入社。
1955年に『地獄の用心棒』（三國連太郎主演）で監督デビュー。1956年、石原慎太郎の同名小説を映画化した『太陽の季節』で成功を収める。同年、岩橋邦枝の小説に基づく『逆光線』を監督する。1967年、「戴高美」名義で『黒鷹』と『風流鉄漢』という2本の香港映画を手がける。
1960年代からはテレビでも活動し、『東京バイパス指令』（1968年 - 1970年、日本テレビ放送網・国際放映製作）、『鬼平犯科帳』（1969年、NETテレビ、8世松本幸四郎版第1シリーズ）などの演出も手掛けた。
2018年10月4日、心不全のため死去。101歳没。

## 監督作品

### 映画
- 地獄の用心棒（1955年）
- 若き魂の記録 七つボタン（1955年）
- 顔役（1955年）
- 太陽の季節（1956年）
- 逆光線（1956年）
- 沖縄の民（1956年）
- 人間魚雷出撃す（1956年）
- 私は前科者である（1957年）
- 反逆者（1957年）
- 九人の死刑囚（1957年）
- 麻薬3号（1958年）
- 血の岸壁（1958年）
- 獣のいる街（1958年）
- 逃亡者（1959年）
- 海は狂っている（1959年）
- 大学の暴れん坊（1959年）
- 俺は欺されない（1960年）
- 白い閃光（1960年）
- 借りは返すぜ（1960年）
- コルトが背中を狙ってる（1960年）
- 明日に向って突っ走れ（1961年）
- 兇悪の波止場（1961年）
- 野獣の門（1961年）
- 姿なき追跡者（1962年）
- ブルータウン 青い街の狼（1962年）
- 青い街の狼（1962年）
- 銃弾の嵐（1962年）
- 望郷の海（1962年）
- 海の鷹（1963年）
- 俺は地獄の部隊長（1963年）
- 拳銃残酷物語（1964年）
- 死にざまを見ろ（1964年）
- ギャングの肖像（1965年）
- 黒鷹 Black Falcon（1967年）
- 風流鉄漢 Kiss and Kill（1967年）

### テレビドラマ
- 特ダネ記者 第12話演出・第50話脚本（日本テレビ、1966年-1967年）
- 秘密指令883 第6話（フジテレビ、1967年）
- 剣 第45話（日本テレビ、1968年）
- 37階の男 第7・8話（日本テレビ、1968年）
- 東京バイパス指令 第4・5・8・9・14・15・20・21話（日本テレビ、1968年-1969年）
- 右門捕物帖 第5・6・8・12話（日本テレビ、1969年）
- 鬼平犯科帳 第1シリーズ第13・16・31・63話（NET、1969年-1970年）
- 女殺し屋 花笠お竜 第21話（東京12チャンネル、1970年）
- 旗本退屈男 第18・22話（フジテレビ、1970年-1971年）
- 大忠臣蔵 第8・9話（NET、1971年）
- 浮世絵 女ねずみ小僧 第2シリーズ第2話（フジテレビ、1972年）
- ウルトラマンA 第35・46・47話（TBS、1972年-1973年）